# Flugunfall bei Alotau 1995
Beim Flugunfall bei Alotau 1995 verunglückte am 12. Juli 1995 eine de Havilland Canada DHC-6-300 Twin Otter der Fluggesellschaft Milne Bay Air. Bei dem Unfall kamen alle 15 Personen an Bord ums Leben.

## Flugzeug
Bei der Maschine handelte es sich um eine de Havilland Canada DHC-6-300 Twin Otter mit der Werknummer 275. Die Maschine wurde im Jahr 1969 im Werk von de Havilland Canada in Downsview, Ontario endmontiert. Das Roll-Out der Maschine erfolgte im November 1969, der Erstflug wurde am 20. November 1969 absolviert. 
Die Maschine wurde am 24. November 1969 mit dem Luftfahrzeugkennzeichen CF-BEL an Bell Canada ausgeliefert und bei deren Leasingnehmerin Eastern Provincial Airways in Betrieb genommen. Bei dieser wurde sie sowohl mit Schwimmkufen für Wasserlandungen als auch mit Landekufen für Landungen auf dem Eis betrieben. Am 29. September 1974 wurde die Maschine auf die neue Schreibweise für kanadische Luftfahrzeugkennzeichen C-FBEL umgemeldet und an die Labrador Airways verleast. 
Am 28. Oktober 1974 wurde sie durch diese gekauft und am 7. November 1974 mit dem neuen Luftfahrzeugkennzeichen N65308 wiederzugelassen. Ab dem 5. Mai 1976 war die Maschine an die Mountainwest Aviation verleast, am 2. Januar 1978 wurde sie an die MAC – Miami Aviation Corportation aus Opa-locka, Florida übergeben. 
Es folgte ein Überführungsflug nach Miami, wo die Maschine mit einer neuen Bemalung und einer langen Flugzeugnase der späteren Twin-Otter-Baureihen versehen wurde. Nach Abschluss des Umbaus wurde die Maschine zwischen dem 4. und 9. März 1978 auf einem Flug vom Miami International Airport über den Flughafen Syracuse Hancock International, den Flughafen Sept-Îles, den Iqaluit Airport, die Sondrestrom Air Base, den Flughafen Reykjavík, den Flughafen Stavanger zum Flughafen Oskarshamn in Schweden überführt, wo sie durch die schwedische Fluggesellschaft Syd-Aero in Empfang genommen wurde. Nach einer Ummeldung auf das neue Luftfahrzeugkennzeichen SE-GTU war sie für diese in Betrieb, ehe sie 1983 an die Pilgrim Airlines aus Groton, Connecticut verkauft und damit in die USA zurück überführt wurde. 
Am 11. November 1983 erhielt die Maschine ihr neues Kennzeichen N126PM, das sie auch beibehielt, als die Fluggesellschaft zum 28. Februar 1986 durch eine Fusion in die Business Express Airlines eingegliedert wurde, wobei das Flugzeug bei dieser Gelegenheit außer Betrieb genommen wurde. Ab August 1986 wurde die Maschine an das Massachusetts Institute of Technology verleast, ehe sie im Jahr 1992 an die Business Express Airlines zurückgegeben wurde. Es folgte ein Verkauf an die Milne Bay Air, auf die die Twin Otter am 6. März 1992 zugelassen wurde. 
Das zweimotorige Zubringerflugzeug war mit zwei Turboproptriebwerken des Typs Pratt & Whitney Canada PT6A-27 ausgestattet.

## Passagiere und Besatzung
Den Inlandslinienflug von Alotau nach Dabura hatten an diesem Morgen 13 Passagiere angetreten. Es befand sich eine zweiköpfige Besatzung an Bord, bestehend aus einem Flugkapitän und einem Ersten Offizier. Auf dem Regionalflug waren keine Flugbegleiter vorgesehen.

## Unfallhergang
Kurz nach dem Start kam es in der Anfangssteigflugphase in der Maschine zu einem Brand und einer Explosion. Es folgte ein Kontrollverlust, die Twin Otter stürzte gegen 8 Uhr Ortszeit nur zwei Kilometer hinter der Startbahn in die flachen Gewässer der Milne-Bucht. Durch die Aufprallkräfte wurde die Maschine völlig zerstört, alle 15 Insassen kamen ums Leben.

## Ursache
Die Unfalluntersuchungen wurden in einer Kooperation zwischen der papua-neuguineanischen und der australischen Transportsicherheitsbehörde geführt. Die Ermittler kamen zu dem Schluss, dass die Ursache des Unfalls höchstwahrscheinlich eine Kerosinexplosion gewesen war. Das Kerosin sei im Passagierabteil transportiert worden, wobei das Behältnis undicht geworden war. Das Kerosin-Luft-Gemisch sei durch Funkenschlag aufgrund einer fehlerhaften oder altersschwachen Verkabelung der Maschine gezündet worden. Infolge der Explosion sei die elektrische Anlage ausgefallen, wodurch die Maschine unkontrollierbar wurde.

## Ähnlicher Zwischenfall
Auf dem Uni-Air-Flug 873 ereignete sich ebenfalls aufgrund illegal als Gepäckstücke beförderter Gefahrengüter eine Explosion an Bord einer McDonnell Douglas MD-90.